# John Graham Lake
John Graham Lake lub John G. Lake (ur. 18 marca 1870 w St. Mary's w Ontario, Kanada, zm. 16 września 1935 w Spokane, Waszyngton) – biznesmen, który stał się znany dzięki posłudze jako misjonarz i uzdrowiciel przez wiarę oraz założyciel Misji Wiary Apostolskiej Południowej Afryki. Był pod wpływem posługi uzdrawiania Johna Alexandra Dowie. W 1907 roku w ślad za Przebudzeniem przy Azusa Street przyjął Chrzest w Duchu Świętym. 